# Jaak De Voght
Jaak De Voght (Berchem, 22 oktober 1911 – Antwerpen, 9 juni 1979) was een Vlaamse conferencier en toneel- en filmacteur, die met succes optrad in het Antwerpse amusementsleven tot in de jaren zeventig van de 20e eeuw. Hij is ook van belang omdat veel artiesten hun eerste stappen konden zetten voor het publiek in zijn café-cabaret Den Uilenspiegel aan het Koningin Astridplein in Antwerpen. Zo stond hij mee aan het begin van de loopbaan van onder meer De Strangers, Gaston Berghmans en Staf Permentier.

## Biografie
De Voght trad al zeer jong op op het toneel en werkte als beroepsspeler in verschillende schouwburgen waaronder de Ancienne Belgique (Oud België) in Antwerpen en de Folies Bergère in Brussel. Zijn grootste verdienste ligt echter in het revuetheater. Met Louis Staal vormde hij een tijdlang het duo Madam Priet en Madam Praat. Ook trad hij in de jaren 50 op in het radiocabaret Kop en staart van Joris Collet.
De Voght trad ook op in enkele films van Jan Vanderheyden, Edith Kiel en anderen.
Van Jaak de Voght zijn veel liedjes op plaat verschenen, zoals zijn bekendste nummer, De Kaspische Zee, waarmee hij in de zomer van 1956 twee weken de Vlaamse hitparade aanvoerde.

## Media

### Discografie
| Single met hitnotering(en) in de Vlaamse Ultratop 50 | Datum van verschijnen | Datum van binnenkomst | Hoogste positie | Aantal weken | Opmerkingen           |
| ---------------------------------------------------- | --------------------- | --------------------- | --------------- | ------------ | --------------------- |
| De Kaspische zee                                     | 1956                  | 1/05/1956             | 1               | 20           |                       |
| 't Chaufferke                                        | 1956                  |                       |                 |              |                       |
| De cactus                                            | 1957                  | 1/04/1957             | 20              | 4            |                       |
| Oh dien Adam                                         | 1957                  |                       |                 |              |                       |
| De vogelemart                                        | 1958                  |                       |                 |              |                       |
| De papegaai                                          | 1960                  |                       |                 |              |                       |
| Op zwier met Jaak                                    | onbekend              |                       |                 |              |                       |
| Wij zijn Sinjoren                                    | onbekend              |                       |                 |              | samen met Louis Staal |